# Cipreste Farroupilha

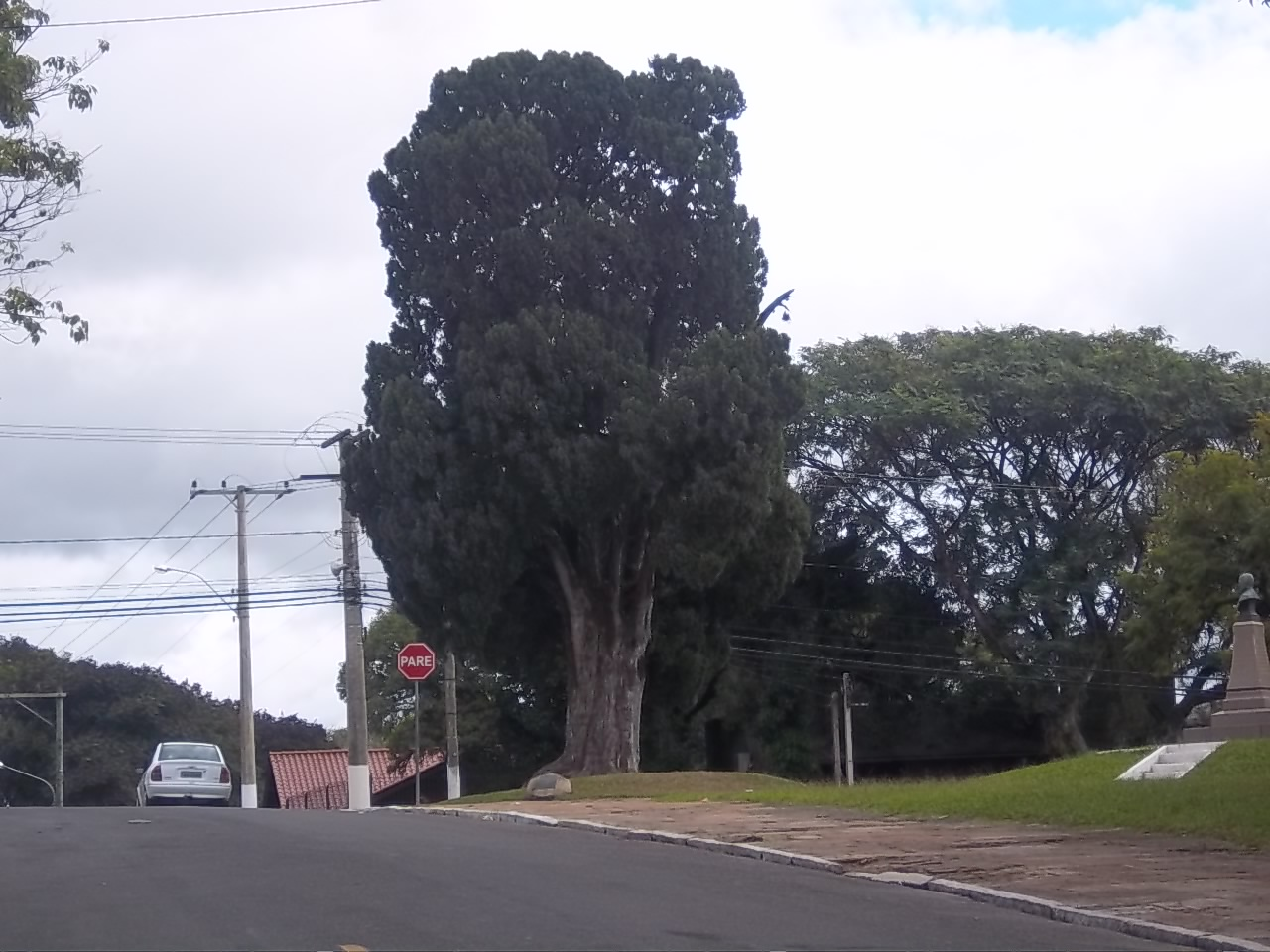
Cipreste histórico na Praça Gomes Jardim em Guaíba

Cipreste Farroupilha é um cipreste  localizado na Praça Gomes Jardim, no município gaúcho de Guaíba, monumento natural presente no hino, no brasão e na bandeira de Guaíba.
De acordo com o folclore gaúcho, foi à sombra deste cipreste que, em 19 de setembro de 1835, líderes farroupilhas como Bento Gonçalves da Silva, Onofre Pires e Gomes Jardim traçaram os planos para invasão de Porto Alegre no dia seguinte, dando início à Revolução Farroupilha. A árvore tornou-se símbolo oficial de Guaíba e do Rio Grande do Sul. No local encontram-se o busto e os restos mortais de Gomes Jardim.